# Heteroxenia palmae
Heteroxenia palmae är en korallart som beskrevs av Hilario Atanacio Roxas 1933. Heteroxenia palmae ingår i släktet Heteroxenia och familjen Xeniidae. Inga underarter finns listade i Catalogue of Life.